# Myrsine warrae
Myrsine warrae är en viveväxtart som beskrevs av W.N.Takeuchi och Pipoly. Myrsine warrae ingår i släktet Myrsine och familjen viveväxter. Inga underarter finns listade i Catalogue of Life.